# Carl Curtze
Carl Wilhelm Heinrich Curtze (* 14. Januar 1807 in Korbach; † 5. September 1855 in Sayn) war ein deutscher evangelischer Pfarrer und Landtagsabgeordneter in Waldeck-Pyrmont.
Curtze war der Sohn des Pfarrers Johann Christian Ludwig Curtze und dessen Ehefrau Caroline geborene Winterberg. Louis Friedrich Christian Curtze war sein Zwillingsbruder. Er heiratete am 28. Dezember 1842 in Korbach Ulrike Caroline Dorothea Wolradine Eichhorn. Curtze studierte Theologie in Göttingen und wurde danach 1831 Lehrer am Gymnasium in Korbach und Pfarrer dort an St. Nikolai. 1842 wechselte er als Stadtpfarrer nach Mengeringhausen. 1848 wurde er Konsistorialassessor und dann Konsistorialrat. 1848 gab er das Pfarramt auf. Er war Reorganisator des Schulwesens in Waldeck und Autor verschiedener Werke zur Kirchengeschichte Waldecks. 1852 bis 1855 gehörte er dem Landtag des Fürstentums Waldeck-Pyrmont an. Er wurde im Wahlkreis Kreis der Eder gewählt.

## Veröffentlichungen
- Geschichte der evangelischen Kirchenverfassung in dem Fürstenthum Waldeck, Arolsen 1850, Digitalisat
- Die kirchliche Gesetzgebung des Fürstenthums Waldeck, Arolsen 1851